# Sericanthe raynaliorum
Sericanthe raynaliorum är en måreväxtart som först beskrevs av Nicolas Hallé, och fick sitt nu gällande namn av Elmar Robbrecht. Sericanthe raynaliorum ingår i släktet Sericanthe och familjen måreväxter.
Artens utbredningsområde är Kamerun. Inga underarter finns listade i Catalogue of Life.